# Stowarzyszenie Papierników Polskich
Stowarzyszenie Papierników Polskich (skrót SPP) – organizacja o charakterze naukowo-technicznym i menedżerskim, której misją jest wspieranie rozwoju przemysłu papierniczego w Polsce oraz integrowanie środowiska papierników. Organizacja działa od 1946 roku (do czerwca 1992 jako Stowarzyszenie Inżynierów i Techników Przemysłu Papierniczego w Polsce). Stowarzyszenie skupia członków indywidualnych oraz podmioty gospodarcze, prowadzące działalność związaną z branżą papierniczą i dziedzinami pokrewnymi.

## Główne cele działalności
Integracja papierników, kultywowanie tradycji stowarzyszeniowych i dokumentowanie historii papiernictwa, a także kształtowanie wśród członków etyki zawodowej, koleżeńskiej solidarności i wzajemnej pamięci.
- Reprezentowanie środowiska papierników wobec organów administracji publicznej i samorządu gospodarczego.
- Prowadzenie działalności naukowo-technicznej, obejmującej podnoszenie kwalifikacji i popularyzację wiedzy w dziedzinie papiernictwa i w dziedzinach pokrewnych, a w szczególności: zbieranie, przetwarzanie i upowszechnianie informacji dotyczących ilości i jakości produkcji, nowych wyrobów, surowców i półproduktów, eksploatacji maszyn i urządzeń, kontroli i automatyzacji procesów produkcyjnych, energetyki, ochrony środowiska, bezpieczeństwa pracy oraz zagadnień ekonomiczno-organizacyjnych.

## Trzy zasadnicze kierunki działalności
- Działalność na rzecz członków indywidualnych i wspierających, poprzez organizację konferencji naukowo-technicznych, sympozjów, seminariów szkoleniowych itp., dzięki czemu zostają stworzone warunki do poszerzania wiedzy i integracji środowiska papierniczego.
- Działalność na rzecz członków Sekcji Papieru, Sekcji tektury falistej, Sekcji Infrastruktury, obejmująca sprawy związane z polityką celną i ochronną, problemami surowcowymi, obniżaniem kosztów produkcji, zagadnieniami energetycznymi i ekologicznymi, gromadzenie i analiza danych statystycznych dotyczących produkcji, importu i eksportu wyrobów przemysłu papierniczego, jak również przekazywanie informacji obejmujących te zagadnienia.
- Działalność ogólna na rzecz branży, w ramach której od 1999 roku na szerszą skalę rozwinięto działalność lobbingową, ukierunkowaną na zmianę wizerunku branży papierniczej, w kontekście polityki proekologicznej oraz wpływu branży na zmiany legislacyjne, dotyczące obrotu makulaturą i kosztów użytkowania środowiska, działalność ta obejmuje komunikowanie się z rządem i parlamentem, samorządami lokalnymi i gospodarczymi, z mediami, z organizacjami ekologicznymi, inwestorami, a poza tym organizację konferencji i seminariów o tej tematyce.

W Stowarzyszeniu Papierników Polskich swoją działalność prowadzą następujące sekcje: Sekcja Papieru, Sekcja Tektury Falistej, Sekcja Techniki i Sekcja Infrastruktury. Ich prace to:
- prezentowanie stanowiska SPP oraz występowanie z wnioskami, opiniami i postulatami do administracji państwowej, organizacji samorządu gospodarczego oraz biznesu i innych,
- monitorowanie prawa i opiniowanie dokumentów powstających w administracji centralnej, dotyczących papiernictwa i dziedzin z nim związanych,
- analizowanie warunków zaopatrzenia przemysłu papierniczego w surowce (drewno, makulatura, skrobia) i warunków wymiany handlowej w tym zakresie,
- wspieranie rozwoju recyklingu zużytych papierów i tektur oraz ich odpadów, w tym czynny udział w tworzeniu rozwiązań prawnych w tym zakresie na poziomie europejskim i krajowym,
- promowanie wyrobów przemysłu papierniczego jako wyrobów przyjaznych środowisku,
- prowadzenie analizy dotyczącej nowelizacji najlepszych dostępnych technik dla przemysłu papierniczego,
- analizowanie warunków zaopatrzenia przemysłu papierniczego w energię,
- analizowanie skutków wprowadzenia pakietu klimatyczno-energetycznego dla przemysłu papierniczego,
- analizowanie wprowadzanych zmian w prawie ekologicznym  i ich wpływu na funkcjonowanie przemysłu papierniczego,
- analizowanie wprowadzanych zmian w prawie energetycznym, w tym w zakresie OZE, i ich wpływ na funkcjonowanie przemysłu papierniczego,
- prowadzenie działalności edukacyjnej.

W ramach swojej działalności SPP prowadzi współpracę z zagranicą, dotyczącą zagadnień:
- naukowo-technicznych, poprzez utrzymywanie tradycyjnych kontaktów z naukowo-technicznymi organizacjami papierniczymi na świecie, takimi jak TAPPI w USA, PPTAC w Kanadzie, PITA w Wielkiej Brytanii, FPEA w Finlandii, SPCI w Szwecji, ZELLCHEMING w Niemczech, ATIP we Francji, IPH w Brukseli;
- biznesowych, poprzez członkostwo w Cepi (Confederation of European Paper Industries), w FEFCO (European Federation of Corrugated Board Manufacturers), ICFPA (International Council of Forest and Paper Associations) oraz udział w pracach Komitetu Doradczego ds. Produktów Drzewno-Papierniczych przy FAO (ACPWP FAO).

W ramach współpracy naukowo-technicznej między SPP a zagranicznymi stowarzyszeniami, wymienia się informacje nt. organizacji konferencji i sympozjów, wymienia się czasopisma naukowo-techniczne, kooperuje się przy organizacji międzynarodowych konferencji, wymienia się członkostwem honorowym na zasadzie wzajemnej wymiany oraz uczestniczy się bezpłatnie w konferencjach zagranicznych organizowanych przez poszczególne stowarzyszenia.
Stowarzyszenie Papierników Polskich jest właścicielem tytułu „Przegląd Papierniczy”, jedynego polskiego czasopisma papierniczego, które wydawane jest przez Wydawnictwo Czasopism Technicznych „SIGMA-NOT”. Inne cenne publikacje to: „Słownik papierniczy angielsko-polski”, „Zagadnienia ogólne oraz rekomendowane standardy dotyczące tektury falistej oraz opakowań z tektury falistej” oraz „Biuletyn Stowarzyszenia Papierników Polskich”.